# Chiesa di San Giovanni Battista (Modugno)
La chiesa di San Giovanni Battista è un luogo di culto di Modugno (BA).
Essa comprende i locali di un antico ospedale cittadino e si trova nel centro di Modugno, nei pressi della Motta. In origine era posizionala al di fuori delle antiche mura trecentesche. La sua pianta e la sua struttura hanno indotto alcuni studiosi a ritenerla di origine bizantina, ma recenti studi di documenti inediti e la presenza di elementi architettonici non propriamente bizantini mostrano che la Chiesa ha origine trecentesca, sorta su un preesistente ospizio per i pellegrini, e apparteneva alla famiglia greca degli Johannaci. Il portale rettangolare è sormontato da un grande arco a tutto sesto: si possono vedere i bassorilievi dei simboli dei pellegrini (la conchiglia di San Giacomo e la zucca che fungeva da borraccia per l'acqua).
La struttura è sormontata da un piccolo campanile a vela. Nel 1756 la chiesa, ormai in rovina, veniva restaurata a proprie spese dal Rettore dell'ospedale Domenico Del Zotti. Accanto alla chiesetta, sorge il locale originariamente destinato a ospedale.
La funzione di ospedale che aveva la chiesa sembra essere confermata anche dalla presenza, all'interno della struttura, di un affresco rappresentante San Giovanni Battista.